# جمال خاشقچی
جمال خاشقچی (به عربی: جمال أحمد حمزة خاشقجي) (۱۳ اکتبر ۱۹۵۸ – ۲ اکتبر ۲۰۱۸) روزنامه‌نگار، مقاله‌نویس و نویسندهٔ اهل کشور عربستان سعودی بود. خاشقچی مدیر و سردبیر ارشد شبکهٔ خبری العرب و از منتقدان نحوهٔ حکمرانی در عربستان بود. او همچنین در روزنامهٔ واشینگتن پست مطلب می‌نوشت. جمال در سال ۲۰۱۷ از عربستان سعودی گریخته و خود را از کشور تبعید نمود. او از منتقدان شدید ولیعهد عربستان، محمد بن سلمان، و پادشاه کشور، سلمان بن عبدالعزیز آل سعود بود. جمال نوه محمد خاشقچی، پزشک مخصوص ملک عبدالعزیز بود و نیز عدنان خاشقچی که در ماجرای مک‌فارلین در ایران مشهور شد، عموی او بود.
خاشقچی در ۲ اکتبر ۲۰۱۸ به کنسولگری عربستان در استانبول مراجعه کرد و ناپدید شد. شواهد نشان می‌دهد او در کنسولگری عربستان در ترکیه به قتل رسیده و جسدش تکه‌تکه شده و از آنجا خارج شده‌است. پس از گذشت حدود یک سال از حادثه، در روز چهارشنبه ۲۵ سپتامبر ۲۰۱۹ محمد بن سلمان ولیعهد عربستان سعودی در مصاحبه با رادیو سراسری آمریکا پی‌بی‌اس با قبول کردن مسئولیت قتل خاشقچی گفت که این قتل توسط مجموعه زیر نظر وی انجام گرفته و تمامی مسئولیت این کار را می‌پذیرد اما در عین حال ادعا کرده که قتل وی با اطلاع قبلی او انجام نشده‌است.
در ۱۱ دسامبر ۲۰۱۸ جمال خاشقچی از سوی مجلهٔ تایم به خاطر کار روزنامه‌نگاریش به همراه دیگر روزنامه‌نگارانی که به خاطر کارشان با آزار سیاسی مواجه شدند، شخص سال نامیده شد. تایم خاشقچی را «نگهبان حقیقت» خواند.

## زندگی

### پیشینه خانوادگی
عموی وی بنام عدنان خاشقچی متعاقب ماجرای مک‌فارلین در ایران مشهور شد. عدنان در مصاحبه ای با مجله نیویورک در سال ۱۹۸۹ ادعا کرده‌است که پدربزرگ وی یهودی بوده‌است.

### زندگی شخصی
او در سال ۱۹۵۸ در مدینه به دنیا آمد و تا زمانی که در عربستان بود، در رسانه‌های سعودی سمت‌های متعددی را برعهده داشت. در اوایل زندگی حرفه‌ایش، به عنوان خبرنگار چندین روزنامه مشغول به کار بود. علاوه بر کار رسانه‌ای، از سال ۲۰۰۴، مشاور رسانه‌ای شاهزاده ترکی الفیصل، سفیر سابق عربستان در لندن و واشینگتن بود.
او زمانی سردبیر یکی از روزنامه‌های اصلاح‌طلب عربستان به نام الوطن بود و از او به عنوان روزنامه‌نگار نزدیک به محافل قدرت در ریاض و مشاور دولت عربستان یاد می‌شد اما با قدرت‌گیری محمد بن سلمان، ستاره اقبال او افول کرد و سرانجام حتی ماندن در کشور را دشوار یافت.
او با شاهزاده ولید بن طلال، میلیاردر سعودی، هم روابطی داشت. این شاهزاده قرار بود شبکه‌ای ماهواره‌ای به نام العرب راه‌اندازی کند. خاشقچی به سمت مدیر کل این شبکه منصوب شد اما کار این شبکه مدت زیادی طول نکشید. در واقع، شبکه العرب، فقط یک روز پخش شد. خاشقچی را می‌توان یکی از نیروهای دوران ملک عبدالله بن عبدالعزیز دانست. او در آن دوره، در رسانه‌های عربستان حضور فعالی داشت؛ یادداشت‌های او به‌طور مکرر در روزنامه سعودی الحیات منتشر می‌شد. اما در دوره ملک سلمان و پسرش محمد ماجرا متفاوت شد. شاهزاده محمد بن سلمان، با استفاده از موقعیت پدرش، به سرعت مدارج ترقی را طی کرد. او ابتدا دو ولیعهد را کنار گذاشت و بسیاری از شاهزادگان و روزنامه‌نگاران منتقد را از سر راه خود برداشت. خاشقچی از دسامبر ۲۰۱۶، به تدریج از حکومت عربستان فاصله گرفت. او ابتدا در اندیشکده‌ای در واشینگتن از صعود دونالد ترامپ و سیاست او در خاورمیانه انتقاد کرد. در آن زمان، به دلیل اینکه او یک فرد نزدیک به حکومت شناخته می‌شد، یک مقام رسمی سعودی مجبور شد اظهارات انتقادآمیز خاشقچی را یک نظر شخصی بداند. این مقام به خبرگزاری رسمی عربستان گفته بود که انتقادات خاشقچی از ترامپ، منعکس‌کننده دیدگاه دولت عربستان نیست. در آن زمان، سعودی‌ها بسیار مراقب بودند که کسی از چهره‌های نزدیک به حکومت، از ترامپ انتقاد نکند. چرا که ترامپ به تازگی انتخاب شده بود و سیاست او در قبال خاورمیانه در حال شکل‌گیری بود. به همین دلیل، انتقادات خاشقچی با واکنش سریع دولت عربستان مواجه شد و دولت او را از نوشتن و حضور در رسانه‌ها ممنوع کرد.
پس از شروع بازداشت شاهزادگان سعودی توسط بن سلمان، این روزنامه‌نگار برای مدتی سکوت اختیار کرد و فعالیت‌های رسانه‌ایش را محدود کرد اما سرانجام سال گذشته، به‌طور داوطلبانه به تبعید خودخواسته در واشینگتن تن داد. پس از استقرار در واشینگتن، یادداشت‌های انتقادی متعددی علیه ولیعهد عربستان و سیاست‌های داخلی و خارجی او، به‌خصوص جنگ یمن نوشت. یادداشت‌های او در رسانه‌های مشهوری همچون اشپیگل و فایننشال تایمز منتشر می‌شد. در این اواخر، او در روزنامه واشینگتن پست مطلب می‌نوشت. خاشقچی طی یادداشتی در مجلهٔ آلمانی اشپیگل، از تمرکز قدرت و سرکوب منتقدان توسط بن سلمان انتقاد کرده بود. او همچنین از مخالفان روابط عربستان سعودی و اسرائیل بود.

## ویکی‌استرت
بر اساس نوشتهٔ چاپ شده در فورنسیک نیوز، اورن کسلر، مدیرعامل ویکی‌استرت در ایمیلی در سال ۲۰۱۸ نوشته‌است که خاشقچی برای ویکی‌استرت کار می‌کرده‌است. اما وقتی یکی از کارمندان ویکی‌استرت پس از مرگ خاشقچی از کسلر در مورد کارهای خاشقچی برای ویکی‌استرت سؤال کرد کسلر رابطه با خاشقچی را انکار کرد. بعد از مکاشفه فورنسیک نیوز، ویکی‌استرت در ایمیلی کار کردن خاشقچی برای ویکی‌استرت را تأیید کرد. بر اساس گزارش دیلی بیست، جوئل زامل مؤسس ویکی‌استرت در سال ۲۰۱۷ با احمد الاسیری، ژنرال سعودی که دستور ترور خاشقچی را داد، دیدار کرد و در این دیدار برنامه‌هایی در مورد ایجاد آشوب در ایران مورد بحث قرار گرفت. یکی از بحث‌های این دیدار، ترور مخالفان بود اما وکیل زامل ادعا کرده‌است که وی حاضر به دخالت در پروژه‌های قتل نشد.

## مرگ

### ناپدید شدن در استانبول
وی پس از آنکه در روز ۲ اکتبر ۲۰۱۸ برای ثبت ازدواج خود به سرکنسولگری عربستان در استانبول رفت، ناپدید شد. عربستان مدعی شد که وی از کنسولگری خارج شده اما نامزد وی این موضوع را رد کرد. نام وی در لیست افراد تحت تعقیب بن سلمان قرار داشت. سخنگوی ریاست جمهوری ترکیه در ابتدا تأکید کرد که وی از کنسولگری عربستان خارج نشده‌است.
در روزهای آتی، منابع ترکیه‌ای اعلام کردند که ارزیابی اولیه پلیس ترکیه نشان می‌دهد که جمال خاشقچی در کنسولگری عربستان در استانبول به قتل رسیده و تکه‌تکه شده‌است. به گفتهٔ شبکهٔ الجزیره، قتل جمال خاشقچی از پیش برنامه‌ریزی شده بود و کنسولگری جسد او را از ساختمان خارج کرده‌است. نیویورک تایمز به نقل از رئیس انجمن رسانه‌های عربی گفته‌است که «مقام‌های ترکیه تکه‌تکه شدن جسد خاشقچی را تأیید کرده‌اند».

### تأیید رسمی قتل توسط عربستان
عربستان برای دو هفته هرگونه اطلاع از سرنوشت جمال خاشقچی را قویاً تکذیب می‌کرد و می‌گفت او پس از مراجعه به کنسولگری آنجا را ترک کرده‌است. در تاریخ ۱۹ اکتبر ۲۰۱۸ تلویزیون رسمی عربستان قتل جمال خاشقچی در داخل کنسولگری عربستان در استانبول را تأیید کرد و ادعا کرد که وی طی یک مشاجرهٔ تصادفی کشته شده‌است. همچنین، دستور برکناری ژنرال احمد عسیری معاون وزارت اطلاعات عربستان و سعود القحطانی، از دستیاران محمد بن سلمان، صادر و ۱۸ نفر ناشناس دیگر هم بازداشت شدند و هیئتی از سه وزارتخانهٔ عربستان مأمور به ارائهٔ گزارش کامل در مهلتی یک‌ماهه شد. این در حالی بود که در طول ۱۷ روز پس از ناپدید شدن خاشقچی در کنسولگری عربستان در استانبول، دولت عربستان ادعا می‌کرد که وی کنسولگری عربستان را به سلامت ترک کرده و ولیعهد از سرنوشت او بی‌اطلاع بوده‌است.
پس از آن که گفته شد مقام‌های ترکیه نواری از مکالمات داخل کنسولگری عربستان در زمان قتل جمال خاشقچی دارند و رئیس سازمان اطلاعات مرکزی آمریکا، سیا، در سفرش به ترکیه این نوار را شنیده‌است. رسانه‌های رسمی عربستان سعودی از قول دادستان عمومی عربستان نوشتند که جمال خاشقچی، روزنامه‌نگار منتقد سعودی، در «قتل عمد» کشته شده‌است و مقام‌های قضایی عربستان گفتند مشغول بازجویی از مظنونان پرونده هستند.
در روز پنج‌شنبه، ۲ آبان مقام‌های عربستان سعودی در اظهار نظری تازه اعلام کردند که قتل جمال خاشقچی در کنسولگری این کشور در استانبول با برنامه‌ریزی و «نیت قبلی» صورت گرفته‌است؛ همزمان ترکیه اعلام کرد که نمی‌خواهد این پرونده را به دادگاهی بین‌المللی ارجاع بدهد.
بسیاری از منتقدان، مسئولیت قتل خاشقچی را متوجه محمد بن سلمان ولیعهد عربستان می‌دانند و رسانه‌های ترکیه همواره به نقل از مقام‌های امنیتی این کشور، قتل جمال خاشقچی را به مأموران اعزامی از سوی محمد بن سلمان نسبت داده‌اند. هرچند این اتهام از طرف مقام‌های سعودی رد شده و او روز چهارشنبه ۲۴ اکتبر در اولین اظهارنظر عمومی در این باره آن را «دردناک» خواند و وعده «اجرای عدالت» دربارهٔ عاملان قتل را داد. در ۲۳ آبان ماه نیز سخنگوی دادستانی عربستان تکه‌تکه شدن خاشقچی را تأیید و علت مرگ او را تزریق مواد مخدر عنوان کرد و بار دیگر تأکید کرد که محمد بن سلمان ارتباطی با موضوع ندارد، دادستانی ترکیه هم در جواب گفت؛ عاملان قتل باید به‌طور کامل مشخص شوند.